# حركة لبناننا
حركة لبناننا هي حزب سياسي لبناني انبثق عن حزب الكتائب اللبنانية بقيادة سامي أمين الجميل بمؤازرة شباب كتائبيين أرادوا احداث تغيير في العمل السياسي المسيحي والوطني في لبنان. انطلق عام 2006 من أجل «تغببر النظام السياسي في لبنان بشكل أيجابي قاعدته الحوار بين اللبنانيين وطي صفحات الحرب الطويلة واخترام التعددية».

## المجلس التنفيدي
- بسمة عبد الخالق
- جان بيار قطريب (المدير التنفيذي)
- جوني صفير
- مارون نصار
- ملكار خوري
- منير معاصيري